# 여우재로
여우재로(-路)는 인천광역시 서구 가좌동에 있는 인천광역시의 도로로, 총 연장은 1.441 km이며 중간에 부평구를 잠시 관통하고 있는 것으로 보인다.

## 유래
이 도로명은 여우가 자주 다니는 고개라는 뜻의 옛 지명에서 유래되었다.

## 노선 정보
- 총 연장 : 1.441 km
- 기점 : 인천광역시 서구 가좌동 452-12도 (열우물로와 교차)
- 종점 : 인천광역시 서구 가좌동 245-1도 (장고개로와 교차, 장고개로309번길과 직결)

## 지리

### 통과하는 지자체
- 인천광역시
  - 서구 (가좌동) - 부평구 (십정동) - 서구 (가좌동)

### 접촉하는 도로
- 장고개로
- 열우물로
- 직결 : 장고개로309번길

### 주변에 있는 시설
- 인천아시안게임 십정경기장
- 서울우유치즈 부평고객센터
- 가좌동 유영아파트
- 가재울트루엘에코시티아파트 (2023년 8월 입주)
- CU 가좌4동점
- 참사랑교회
- 삼성빌라
- 가좌지역아동센터
- 부모사랑 노인복지센타
- 예동장로교회
- 아름다운교회
- 안나케이크
- 새벽교회
- 배터지는생동까스 가좌점
- 좋은이웃교회
- 세븐일레븐 가좌두산위브점
- 라임퍼니쳐
- 배떡 가좌점
- 제물포중학교
- CU 가좌두산위브점
- 가좌두산위브트레지움아파트 1·2단지